# Kumaragiri Reddy II
Kumaragiri Reddy II fou rei de la dinastia Reddy de Rajahmundry. Va succeir al seu pare Kataya Vema Reddy. Tenia 10 anys a la mort del seu pare i ràpidament el govern va passar al seu oncle Allada Reddy (1414-1423), germà de Katada Vema Reddy.